# Claire Scheffel
Claire Scheffel, född 19 september 2003 i Brantford, är en kanadensisk konstsimmare. 

## Karriär
Scheffel började med konstsim som åttaåring. Vid VM 2022 i Budapest var hon en del av Kanadas lag som slutade på sjunde plats i highlight och på åttonde plats i det tekniska lagprogrammet.
Vid panamerikanska spelen 2023 i Santiago var Scheffel en del av Kanadas lag som tog brons i lagtävlingen. Vid VM 2023 i Fukuoka var hon en del av Kanadas lag som slutade på sjätte plats i det akrobatiska lagprogrammet.
Vid VM 2024 i Doha var Scheffel en del av Kanadas lag som slutade på fjärde plats i det akrobatiska lagprogrammet, sjätte plats i det tekniska lagprogrammet och på sjunde plats i det fria lagprogrammet. Vid olympiska sommarspelen 2024 i Paris var hon en del av Kanadas lag som slutade på sjätte plats i lagtävlingen.